# Аксаковская волость
Аксаковская волость — административно-территориальная единица Белебеевского уезда Уфимской губернии Российской империи и РСФСР. Административный центр — с. Аксаково.
Упразднёна 15 декабря 1924 года. Территория включена в состав Аксаковского сельсовета Белебеевской волости Белебеевского кантона Автономной Башкирской Советской Социалистической Республики (с 20 августа 1930 года Аксаковского сельсовета Белебеевского района Автономной Башкирской ССР).

## Название
Первоначально — Надеждинская волость, по административному центру — село Надеждино. После — по селу Аксаково.

## География
На 1906 год в дачах селений Пчельника, Сиушки и Подлесной местность гористая.

## История
- До 1919 года — в Белебеевском уезде Уфимской губернии Российской империи
- С 23 марта 1919 по 1922 годы — в Белебеевском уезде Уфимской губернии РСФСР
- С 18 июля 1922 по 1924 годы — в Белебеевском кантоне Автономной Башкирской ССР

В состав волости включены территории Аксаковской волости, Менеуз-Башевской волости и Усень-Ивановской волости Белебеевского уезда Уфимской губернии РСФСР
- Упразднёна 15 декабря 1924 года.

## Состав волости
На 1906 год в состав волости входили 17 селений.
- Акулининское д. (при с. Усень-Ивановском)
- Алексеевка д.
- Анненка д. (Воейково, Анненково)
- Анновка д.
- Антонова хутор
- Араслановский пос.
- Архиерейский Мостик пос.
- Астафьева мест. (Астафьева (при дер. Подлесной)
- Белебейка-Малая д.
- Берёзовка пос.
- Благодатный пос.
- Брик-Алга д. (Брык-Алга, Уматра)
- Броды пос.
- Булановка д.
- Булановка пос. (Орловка)
- Васильевский пос.
- Венера д.
- Веровка с. (Михайловка)
- Верхне-Знаменское пос.
- Верхне-Иленский пос.
- Верхне-Максютово пос.
- Верхне-Мало-Ивановка пос.
- Верхне-Усенский д. (Мало-Ивановка)
- Веселая Роща пос.
- Владимирское пос.
- Вознесенка пос.
- Выселки д.
- Глуховская ж.д.ст.
- Горденко хутор
- Гроза д.
- Грозный пос.
- Дедова Поляна пос. (Азангелга)
- Дмитриевка д.
- Добродаровка пос.
- Донской пос.
- Дурасовское пос. (Красная Гора)
- Евсеевых хутор
- Екатериновка д. (Красная Речка)
- Елчина хутор
- Ермолкино с.
- Лысова хутор
- Подлесное д.
- Усень-Ивановское с.
- Иванковецкий пос.
- Панковский хутор

## Население
На 1906 год 5568 душ обоего пола. 

## Инфраструктура
Единственное занятие населения — земледелие.